# Coppa Anglo-Italiana 1981
La Coppa Anglo-Italiana 1981, chiamata per ragioni di sponsorizzazione Talbot Challenge Cup 1981, fu la decima edizione della Coppa Anglo-Italiana. Fu vinta dal Modena, vittoriosa in finale contro il Poole Town.

## Squadre partecipanti
Al torneo hanno partecipato otto squadre, quattro italiane e quattro inglesi.
| Inglesi                                              | Italiane                                  |
| ---------------------------------------------------- | ----------------------------------------- |
| Bridgend Town Hungerford Town Oxford City Poole Town | Civitanovese Francavilla Modena Sanremese |

## Fase eliminatoria

### Partite
Ogni squadra ha dovuto disputare quattro gare contro squadre dell'altra nazione. Le prime due giornate si sono giocate a marzo in Inghilterra, mentre le ultime due ad aprile in Italia.

#### Prima giornata
| Data       | Squadra numero 1 | Squadra numero 2 | Risultato |
| ---------- | ---------------- | ---------------- | --------- |
| 18.03.1981 | Bridgend Town    | Civitanovese     | 1-1       |
| 18.03.1981 | Hungerford Town  | Francavilla      | 1-1       |
| 18.03.1981 | Oxford City      | Sanremese        | 2-2       |
| 18.03.1981 | Poole Town       | Modena           | 0-1       |

#### Seconda giornata
| Data       | Squadra numero 1 | Squadra numero 2 | Risultato |
| ---------- | ---------------- | ---------------- | --------- |
| 21.03.1981 | Bridgend Town    | Francavilla      | 2-1       |
| 21.03.1981 | Hungerford Town  | Civitanovese     | 2-1       |
| 21.03.1981 | Oxford City      | Modena           | 1-2       |
| 21.03.1981 | Poole Town       | Sanremese        | 1-0       |

#### Terza giornata
| Data       | Squadra numero 1 | Squadra numero 2 | Risultato |
| ---------- | ---------------- | ---------------- | --------- |
| 15.04.1981 | Civitanovese     | Poole Town       | 1-2       |
| 15.04.1981 | Francavilla      | Oxford City      | 5-1       |
| 15.04.1981 | Modena           | Bridgend Town    | 1-0       |
| 15.04.1981 | Sanremese        | Hungerford Town  | 3-1       |

#### Quarta giornata
| Data       | Squadra numero 1 | Squadra numero 2 | Risultato |
| ---------- | ---------------- | ---------------- | --------- |
| 18.04.1981 | Civitanovese     | Oxford City      | 1-3       |
| 18.04.1981 | Francavilla      | Poole Town       | 1-0       |
| 18.04.1981 | Modena           | Hungerford Town  | 2-0       |
| 18.04.1981 | Sanremese        | Bridgend Town    | 2-1       |

## Classifiche nazionali
Le classifiche sono separate per le squadre inglesi e le squadre italiane. Il torneo prevedeva 3 punti in caso di vittoria ed 1 in caso di pareggio.
In caso di parità di punteggio tra due squadre, la squadra con la differenza reti più alta precede l'altra squadra.
Le squadre con più punti nella classifica inglese e quella italiana acquisiscono il diritto di disputare la finale.

### Classifica delle squadre inglesi
| Squadra         | G | V | N | P | GF | GS | DG | Pt |
| --------------- | - | - | - | - | -- | -- | -- | -- |
| Poole Town      | 4 | 2 | 0 | 2 | 3  | 3  | 0  | 6  |
| Bridgend Town   | 4 | 1 | 1 | 2 | 4  | 5  | -1 | 4  |
| Oxford City     | 4 | 1 | 1 | 2 | 7  | 10 | -3 | 4  |
| Hungerford Town | 4 | 1 | 1 | 2 | 4  | 7  | -3 | 4  |

### Classifica delle squadre italiane
| Squadra      | G | V | N | P | GF | GS | DG | Pt |
| ------------ | - | - | - | - | -- | -- | -- | -- |
| Modena       | 4 | 4 | 0 | 0 | 6  | 1  | +5 | 12 |
| Francavilla  | 4 | 2 | 1 | 1 | 8  | 4  | +4 | 7  |
| Sanremese    | 4 | 2 | 1 | 1 | 7  | 5  | +2 | 7  |
| Civitanovese | 4 | 0 | 1 | 3 | 4  | 8  | -4 | 1  |

## Finale
| Modena 20 maggio 1981                                                                        | Modena    | 4 – 1              | Poole Town | Stadio Alberto Braglia |
| \| \| \| \| \| Vernacchia 8’ Corallo 13’, 83’ Poli 60’ \| Marcatori \| 34’ (aut.) Mazzeni \| |           |                    |            |                        |
|                                                                                              |           |                    |            |                        |
| Vernacchia 8’ Corallo 13’, 83’ Poli 60’                                                      | Marcatori | 34’ (aut.) Mazzeni |            |                        |